# Desa Cisoka (administrativ by i Indonesien, lat -6,27, long 106,43)
Desa Cisoka är en administrativ by i Indonesien.   Den ligger i provinsen Jawa Barat, i den västra delen av landet, 50 km väster om huvudstaden Jakarta.